# Sunny Murray
Sunny Murray, geboren als James Marcellus Arthur Murray (Idabel, 21 september 1936 - Parijs, 7 december 2017), was een Amerikaanse jazzdrummer.

## Biografie
Murray was afkomstig uit een muzikale familie in Philadelphia en begon op 9-jarige leeftijd op drums. In 1956 speelde hij na zijn verhuizing naar New York met Willie 'The Lion' Smith en Henry 'Red' Allen. Na een korte tijd in het bopcircuit te hebben gewerkt met Jackie McLean, Ted Curson en Rocky Boyd, werkte hij van 1959 tot 1965 in verschillende formaties samen met Cecil Taylor. Door zijn innovatieve spel met Taylor (Live in Café Montmartre, 1962) en ook met Albert Ayler (Spiritual Unity and Bells) vestigde hij zich als een van de toonaangevende drummers van de vrije jazz. Hij werkte ook met de New York Contemporary Five van Archie Shepp, John Tchicai en Don Cherry.
In 1966 werd hij geëerd in de critici-poll van het tijdschrift DownBeat als een toonaangevend slagwerktalent, dat verdere aandacht verdiende en kon hij zijn eerste album als bandleider opnemen met Jacques Coursil en Byard Lancaster. In 1968 ging hij tijdelijk naar Frankrijk, waar hij zijn Spiritual Ensemble formeerde. In 1969 nam hij drie albums op in Parijs met voornamelijk Amerikaanse muzikanten, maar was hij ook betrokken bij een album van François Tusques. Nadat hij een deel van de jaren 1970 had doorgebracht in Philadelphia, keerde hij in 1979 met zijn groep Untouchable Factor, waartoe zulke uiteenlopende muzikanten als Byard Lancaster, Khan Jamalof, Monnette Sudler behoorden, terug naar Europa, waar hij ook een opvallend optreden had op het Moers Festival met de toen nog jonge David Murray (niet verwant). Na andere Europese festivaloptredens in verschillende constellaties, formeerde hij eind 1981 in New York het ensemble Drums Inter-Actual met de drummer-collega's Ed Blackwell, Dennis Charles en Steve McCall. Daarna werkte hij o.a. mee bij  opnamen van Billy Bang (met Frank Lowe). In 1986 keerde hij terug naar Europa na een tijdelijke terugtrekking bij het Duitse Jazzfestival in Frankfurt am Main. Hij woonde daarna in Parijs en nam ook op met Alexander von Schlippenbach (Smoke, 1989). Hij speelde ook met Alan Silva, Sabir Mateen, Aki Takase, Tchangodei en Assif Tsahar. De laatste jaren trad hij nog op met Tony Bevan en John Edwards.

## Betekenis
Murray, die alleen op een minimaal uitgeruste drumkit speelde met basdrum, kleine trommel, cimbalen en (zelden gebruikte) hihat, deed al bij Cecil Taylor afstand van de traditionele 'time-keeping' ten gunste van een constant stijgend en afnemend ritmisch web van aanhoudend bekkenspel en accenten op de basdrum. Hij creëert daarmee een slingerende puls in ritmische krommen en benadrukt niet langer de maateenheden. Kenmerkend voor hem een bijzonder flexibel spel.
Met dit innovatieve spel creëert Murray 'ruimte, kleur en beweging', zegt zijn collega Jack DeJohnette. De jazzauteur (en voormalige drummer) Stanley Crouch plaatste hem op een rij met Thelonious Monk en Miles Davis. Ondanks zijn stilistische innovatie benadrukte Murray, die trots was op de traditie van jazz, een hiërarchische werkverdeling van de band en zag de functie als sideman als de 'hoofdtaak' van de drummer.

## Overlijden
Sunny Murray overleed in december 2017 op 81-jarige leeftijd.

## Discografie
- 1961: Cecil Taylor: Air 1961
- 1961/1966: Cecil Taylor/Roswell Rudd, Mixed, met Jimmy Lyons
- 1964: Albert Ayler: Ghosts, met Don Cherry, Gary Peacock
- 1966: Sunny Murray
- 1969: Homage to Africa, met Archie Shepp, Alan Silva, Grachan Moncur III, Lester Bowie, Clifford Thornton, Roscoe Mitchell, Kenneth Terroade, Jeanne Lee, (BYG Actuel)
- 1969: An Even Break
- 1969: Sunshine, met Archie Shepp, Alan Silva, Arthur Jones, Lester Bowie, Roscoe Mitchell, Kenneth Terroade, Malachi Favors
- 1976: Wildflowers – The New York Jazz Loft Sessions
- 1979: Live at Moers, met David Murray en Malachi Favors]
- 1987: Indelicacy: Live in Germany 1987
- 1994: 13 Steps on Glass met Wayne Dockery, Odean Pope en Michael Hornstein (Enja)
- 1995: Illumination
- 1996: Aki Takase: Clapping Music, met Reggie Workman
- 1998: We’re Not at the Opera, met Sabir Mateen
- 1999: Sunny's Time Now
- 2000: Arthur Doyle, Sunny Murray: Live at the Tunnel, ed. 2017
- 2003: Perles Noires vol. I, met Sabir Mateen, Dave Burrell, Alan Silva, Louis Belogenis
- 2003: Perles Noires vol. II, met Sabir Mateen, John Blum, Oluyemi Thomas
- 2004: Schlippenbach Plays Monk, met Alexander von Schlippenbach, Nobuyoshi Ino
- 2006: The Gearbox Explodes, met Tony Bevan, John Edwards, ed. 2008
- 2009: Sunny Murray - John Edwards - Tony Bevan: Boom Boom Cat, ed. 2011
- 2008: The Louie Belogenis Trio met Sunny Murray & Michael Bisio:  Tiresias, ed. 2011
- 2010: Sunny Murray, John Edwards, Tony Bevan: I Stepped Onto A Bee, ed. 2011

## Filmografie
- Sunny’s Time Now – Portrait of Drummer Sunny Murray